# سباستيان دايسلر
سباستيان دايسلر (بالألمانية: Sebastian Deisler)‏، من مواليد 5 يناير 1980 في لوراك في ألمانيا، وهو لاعب كرة قدم ألماني سابق، وقد كان يلعب في نادي بايرن ميونخ ومنتخب ألمانيا لكرة القدم.

## حياته الشخصية
يعتبر دايسلر حاليا غير متزوج، بالرغم من أنه يعيش مع صديقته أونيس ولديهما ابن اسمه رافائيل، وقد تخرج دايسلر من كلية التكنولوجيا، ويعتبر دايسلر كرة السلة والموسيقى والأفلام والأكل من هواياته.

## مسيرته مع الأندية

### بروسيا مونشنغلادباخ
لعب دايسلر لنادي بروسيا مونشنغلادباخ بين عامي 1995 و1998، وقد بدأ مسيرته الاحترافية في عام 1998، وقد لعب 17 مباراة في الدوري وسجل هدفا واحدا في موسم 1998/1999، ولكن الفريق هبط إلى الدرجة الثانية بعد حلوله بالمركز الأخير، وفي نهاية الموسم إنضم دايسلر إلى نادي هيرتا برلين الذي كان يعتبر أحد أفضل خمسة أندية في الدوري في ذلك الوقت.

### هيرتا برلين
لعب دايسلر من نادي هيرتا برلين بين عامي 1999 و2002، وقد لعب 57 مباراة في الدوري الألماني وسجل تسعة أهداف في الثلاثة مواسم التي قضاها مع الفريق، وقد لعب في ثمانية مباريات في دوري أبطال أوروبا في أول مواسمه مع الفريق، وفي موسمه الثاني والثالث مع الفريق لعب خمسة مباريات في كأس الاتحاد الأوروبي، ولكنه لم يسجل أي هدف في البطولات الأوروبية.

### بايرن ميونخ
لعب دايسلر مع نادي بايرن ميونخ منذ عام 2002 وحتى عام 2006، وقد عانى من الإصابات كثيرا، وقد لعب 62 مباراة في أربعة مواسم ونصف، قبل أن يعتزل في يناير 2007، وقد سجل ثمانية أهداف مع بايرن ميونخ، وقد لعب 13 مباراة في دوري أبطال أوروبا وقد سجل ثلاثة أهداف في خريف عام 2005، وفي موسم 2006/2007 لعب خمسة مباريات فقط مع نادي بايرن ميونخ أربعة في الدوري وواحدة في دوري أبطال أوروبا، حيث دخل كبديل في الشوط الثاني.

## مسيرته الدولية
لعب دايسلر مع منتخب ألمانيا لكرة القدم بين عامي 2000 و2006، وشارك في 36 مباراة دولية وسجل ثلاثة أهداف، وقد لعب أولى مبارياته مع المنتخب أمام منتخب هولندا لكرة القدم في 23 فبراير 2000، وقد كان عضوا في منتخب ألمانيا لكرة القدم المشارك في كأس الأمم الأوروبية لكرة القدم 2000، وقد لعب في المباريات الثلاثة جميعها، وفي 2 سبتمبر 2000 سجل هدفه الدولي الأول في مرمى منتخب اليونان لكرة القدم في المباراة التي انتهت 2-0 لألمانيا في التصفيات المؤهلة لكأس العالم لكرة القدم 2002.
و بسبب الإصابات غاب دايسلر عن كأس العالم لكرة القدم 2002 وكأس العالم لكرة القدم 2006، وكذلك كأس الأمم الأوروبية لكرة القدم 2004، وفي 2005 شارك في جميع مباريات منتخب ألمانيا لكرة القدم الخمسة في كأس القارات في ألمانيا، وقد كانت آخر مباراة له مع منتخب ألمانيا لكرة القدم في 1 مارس 2006 أمام منتخب فرنسا لكرة القدم و التي أصيب خلالها على إثر التحام غير مبرر من قبل اللاعب ويليام غالاس انتهت على اثره مسيرته الكروية.

## اعتزاله
بالرغم من أن عمره 27 سنة، إلا أنه في 16 يناير 2007 أعلن اعتزاله كرة القدم بسبب كثرة الإصابات، وأنه ليس لديه الثقة بأنه سيعود إلى اللعب مرة أخرى.

## إنجازاته
مع الأندية
- الدوري الألماني ثلاثة مرات : 2003، 2005، 2006
- كأس ألمانيا ثلاثة مرات : 2003، 2005، 2006
- كأس السوبر الألماني مرتين : 2001، 2004

مع المنتخب
- المركز الثاني في كأس أوروبا لكرة القدم تحت 18 سنة : 1998
- كأس القارات لكرة القدم 2005 : الميدالية البروزنية

## روابط خارجية
- سباستيان دايسلر على موقع الاتحاد الدولي (مؤرشف)  (الإنجليزية)
- سباستيان دايسلر على موقع قاعدة بيانات كرة القدم.إي يو (الإنجليزية)
- سباستيان دايسلر على موقع بيانات كرة القدم. دي إي (الألمانية)
- سباستيان دايسلر على موقع ناشيونال فوتبول تيمز (الإنجليزية)
- سباستيان دايسلر على موقع Soccerway.com (الإنجليزية)
- سباستيان دايسلر على موقع عالم كرة القدم.نت (الإنجليزية)
- سباستيان دايسلر على موقع كووورة